# МКС-34
МКС-34 — тридцать четвёртый долговременный экипаж Международной космической станции. Его работа началась с момента отстыковки Союз ТМА-05М от станции 18 ноября 2012 года, 22:26 UTC. В состав экспедиции первоначально вошли три члена экипажа космического корабля Союз ТМА-06М, ранее работавшие в составе экспедиции МКС-33. 21 декабря 2012 года, 14:09 UTC экспедиция пополнилась тремя членами экипажа космического корабля Союз ТМА-07М. Окончание работы экспедиции произошло 15 марта 2013 года, 23:43 UTC после отстыковки Союз ТМА-06М.

## Экипаж
На момент начала экспедиции на станции находилось три человека, в декабре 2012 года на МКС прибыло еще три члена экипажа
| Должность     | 18 ноября — 21 декабря 2012 | 21 декабря 2012 — 15 марта 2013 | № полёта | Корабль доставки |
| ------------- | --------------------------- | ------------------------------- | -------- | ---------------- |
| Командир      | Форд, Кевин Энтони, НАСА    | Форд, Кевин Энтони, НАСА        | 2        | Союз ТМА-06М     |
| Бортинженер 1 | Олег Новицкий, РКА          | Олег Новицкий, РКА              | 1        | Союз ТМА-06М     |
| Бортинженер 2 | Евгений Тарелкин, РКА       | Евгений Тарелкин, РКА           | 1        | Союз ТМА-06М     |
| Бортинженер 3 |                             | Томас Маршбёрн, НАСА            | 2        | Союз ТМА-07М     |
| Бортинженер 4 |                             | Кристофер Хэдфилд, ККА          | 3        | Союз ТМА-07М     |
| Бортинженер 5 |                             | Роман Романенко, РКА            | 2        | Союз ТМА-07М     |

## Подготовка
Основной и дублирующий экипажи МКС-34 сдали экзаменационную сессию в Центре подготовки космонавтов в начале ноября 2012 года.

## Ход экспедиции

### Принятые грузовые корабли
1. «Прогресс М-18М», запуск 11 февраля 2013 года, стыковка 12 февраля 2013 года.
2. SpaceX CRS-2, запуск 1 марта 2013 года, стыковка 3 марта 2013 года.